# 秋谷百音
秋谷 百音（あきたに もね、1999年（平成11年）11月27日 - ）は、日本の女優・タレント。
神奈川県出身。2024年10月末までレプロエンタテインメントに所属していた。

## 人物
子供の頃から舞台を観ることが好きで、よく映画や舞台を鑑賞していた。好きな劇団は「ポップンマッシュルームチキン野郎」。
中学生の時につかこうへいの「広島に原爆を落とす日」という舞台を俳優座で観劇した際、ストーリー・演出・芝居 に心を動かされ、大きな衝撃を受けたことから、芝居に興味を持つようになる。
その後、親に勧められたことがきっかけで、レプロアスターのオーディションを受け合格。2016年にレプロエンタテインメントに所属。

## 出演

### テレビドラマ
- 隣の家族は青く見える（2018年3月22日、フジテレビ） - 生徒 役
- もみ消して冬 2019夏 〜夏でも寒くて死にそうです〜 第1話（2019年6月28日、日本テレビ） - メイド 役
- 恋の病と野郎組 第6、9話（2019年7月20日-、BS日テレ） - 安達 役
- イタイケに恋して 第8話（2021年7月1日、読売テレビ） - 西条くるみ 役
- サヨウナラのその前に 第2話、第17話（2022年3月1日 - 、日本テレビ） - 汐梨 役
- ソロ活女子のススメ2 第2話（2022年4月14日、テレビ東京） - サバゲー女子 役
- 恋に無駄口（2022年4月17日 - 6月19日、朝日放送テレビ） - 中村晴香 役
- パンドラの果実～科学犯罪捜査ファイル～ 第6話（2022年4月23日、日本テレビ） - 幸子 役
- 消しゴムをくれた女子を好きになった。 第3・4話（2022年7月25日 - 8月1日、日本テレビ） - 河合ミイナ 役
- 霊媒探偵・城塚翡翠 第5話（2022年11月13日、日本テレビ） - 香月の姉・鶴丘陽子 役
- 罠の戦争 第10話（2023年3月20日、関西テレビ） - 烏丸彩乃 役
- 勝利の法廷式 第1話（2023年4月13日、読売テレビ） - 藤井果歩 役
- なにわの晩さん! 美味しい美味しい走り飯 第3話（2023年4月16日、朝日放送テレビ） - ビンユー 役[3]
- 新空港占拠 第1話（2024年1月13日、日本テレビ） - 鹿野芽衣 役
- 彼のいる生活（2024年4月12日 - 5月31日、TOKYO MX） - 夏川真奈 役[4]
- 対ありでした。〜お嬢さまは格闘ゲームなんてしない〜（2024年6月17日 - 7月15日、読売テレビ） - 咲坂なつめ 役[5]
- 私は整形美人（2025年1月17日 - 2月14日、フジテレビ） - 設楽紗季 役[6]
- ジョフウ 〜女性に××××って必要ですか?〜 第6話・第7話（2025年5月7日・14日、テレビ東京） - かのん 役[7]

### 配信ドラマ
- ゼロ エピソードZERO -城山小太郎編-（2019年8月12日、Hulu）
- YouTubeドラマ／僕等の物語（2020年6月26日-）
- 今夜、わたしはカラダで恋をする。Season2 第4話「初めては、君がいい」（2023年2月18日、ABEMA） - 主演・工藤渚 役[8]
- 対ありでした。 〜お嬢さまは格闘ゲームなんてしない〜（2023年5月19日 - 7月7日、Lemino） - 咲坂なつめ 役[9]

### 映画
- 別に、友達とかじゃない（2020年11月16日） - 藤代涼子 役
- ライアー✕ライアー（2021年2月19日） - サークルメンバー 役
- ベイビーわるきゅーれ（2021年7月30日） - 浜岡ひまり 役
- 鍵（2022年6月25日） - 敏子 役
- ヒットマンロイヤー（2023年4月21日） - 片岡葵 役
- 東京遭難（2023年11月18日） - えりな 役[10]
- 蒲団（2024年5月11日） - 横山芳子 役[11]
- 大きな玉ねぎの下で（2025年2月7日、東映） - 真子 役[12]

### 舞台
- ローファーズハイ！！️（2017年4月7日-）
- 沈黙の朝、鳥の歌が聴こえていた（2018年9月12日-）
- 刀使ノ巫女（2018年11月10日-）
- ピクニックと５つの物語（2019年4月21日-）
- 女女女女嘘女女女女（2019年6月27日-）
- 氷雪の門（2019年8月27日-）
- フラガール（2019年10月18日-）
- 百演（2019年10月29日-）
- ネゴシ8～あなたを救う8人の自分～ （2021年9月1日-）

### 配信
- オトナゼミナール-大人になりたいりんくまと仲間たち-（2016年10月12日-）
- 浅草おび九LIVE!!（2018年4月9日-）
- モクベン（2019年7月5日-）

### MV
- 瀧川ありさ「ONE FOR YOU」（2017年2月15日-）
- 足立佳奈「ウタコク」（2019年2月1日-）
- VRアイドルえのぐ「Original Color Girls!!!! 」（2020年8月8日-）
- JYOCHO「みんなおなじ」（2021年11月21日-）
- moon drop「この雪に紛れて」（2021年12月8日-）
- UEBO「Predawn」（2022年3月8日-）

### 広告
- oyolife
- ホワイトエッセンス
- KDDIブランドムービー
- 日本大学工学部PR動画
- 任天堂（株）／Nintendo Switch
- steemee
- 株式会社NXワンビシアーカイブズ／電子契約サービスWAN-Sign（ワンサイン）

### モデル
- PITTA MASK（2020年11月）
- サンデーTシャツプロジェクト2020（STP2020）（2020年10月）
- STRATA（2022年1月）